# Međunarodna teniska federacija
Međunarodna teniska fedeacija ili (ITF), je upravno tijelo u svjetskoj organizaciji tenisa, sastavljena od 205 nacionalnih teniskih udruga.

## Povijest
Osnovana je 1. ožujka 1913. kao Međunarodna teniska federacija na travi ili (ILTF) od strane 12 nacionalnih udruga na konferenciji u Parizu.
1924. godine službeno je priznata kao organizacija s ovlasti za kontrolu igranja tenisa na travi u cijelom svijetu, i to prema pravilniku ILTF-a.
1977. riječ 'travnjak' iz naslova je izbačen, jer većina teniskih turnira se više nije igrala na travi.
Izvorno sjedište organizacije je bilo u Parizu, međutim za vrijeme Drugog svjetskog rata sjedište se preselilo u London gdje se nalazi i danas.
Do 1987., sjedište ITF-a se nalazilo u Wimbledonu, nakon toga je preseljeno u Barons Court, u blizini Queens Cluba, a zatim 1998. na područje sportskog igrališta Bank of England, u Roehamptonu.
Službeni godišnjak organizacije je ITF Godina, u kojem se opisuju aktivnosti ITF-a u posljednjih dvanaest mjeseci. Ovaj godišnjak je zamijenio prethodnu inačicu Svijet Tenisa

## Djelatnost
ITF organizira tri glavna nacionalna momčadska natjecanja u tenisu, Davis Cup za muškarce, Fed Cup za žene i Hopmanov kup, za mješovite sastave. ITF također upravlja organizacijom na četiri Grand Slama: Australian Openu, Roland Garrosu, Wimbledonu i  US Openu.
Dok ATP i WTA upravljaju profesionalnim turnirima, ITF pokreće razvojne stručne turneje za muškarce i žene. ITF Men's Circuit, sastoji se od Futures turnira s nagradnim fondom od 10.000 do 15.000 dolara.
ITF je prethodno organizirao i četverotjedne satelitske turnire jednake kvalitativne razine kao i Fututres turniri, ali je taj oblik natjecanja ukinut nakon 2006. godine. ITF Women's Circuit obuhvaća turnire s nagradnim fondom u rasponu od 10.000 do 100.000 dolara. 
ITF je odgovoran za održavanje međunarodnih natjecanja za juniore i juniorke ispod 18 godina, kao i za natjecanja za osobe u invalidskim kolicima.

## Poveznica
- ATP

## Vanjska poveznica
- Službena stranica